# Ouïezd de Kargopol
L'ouïezd de Kargopol (en russe : Каргопольский уезд) était un ouïezd du gouvernement d'Olonets dans l'Empire russe.

## Présentation
L'ouïezd de Kargopol était situé était située dans la partie orientale du gouvernement d'Olonets, délimitée à l'ouest par l'ouïezd de  Poudoj et au sud-ouest par l'ouïezd de  Vytegra.
Le centre administratif de l'ouïezd était Kargopol.

## Démographie
Au recensement de l'Empire russe de 1897, l'ouïezd de Poudoj comptait 82 347 habitants.
Ils avaient pour langue maternelle le russe (99,8 %), polonais (0,1 %).